# Breese im Bruche

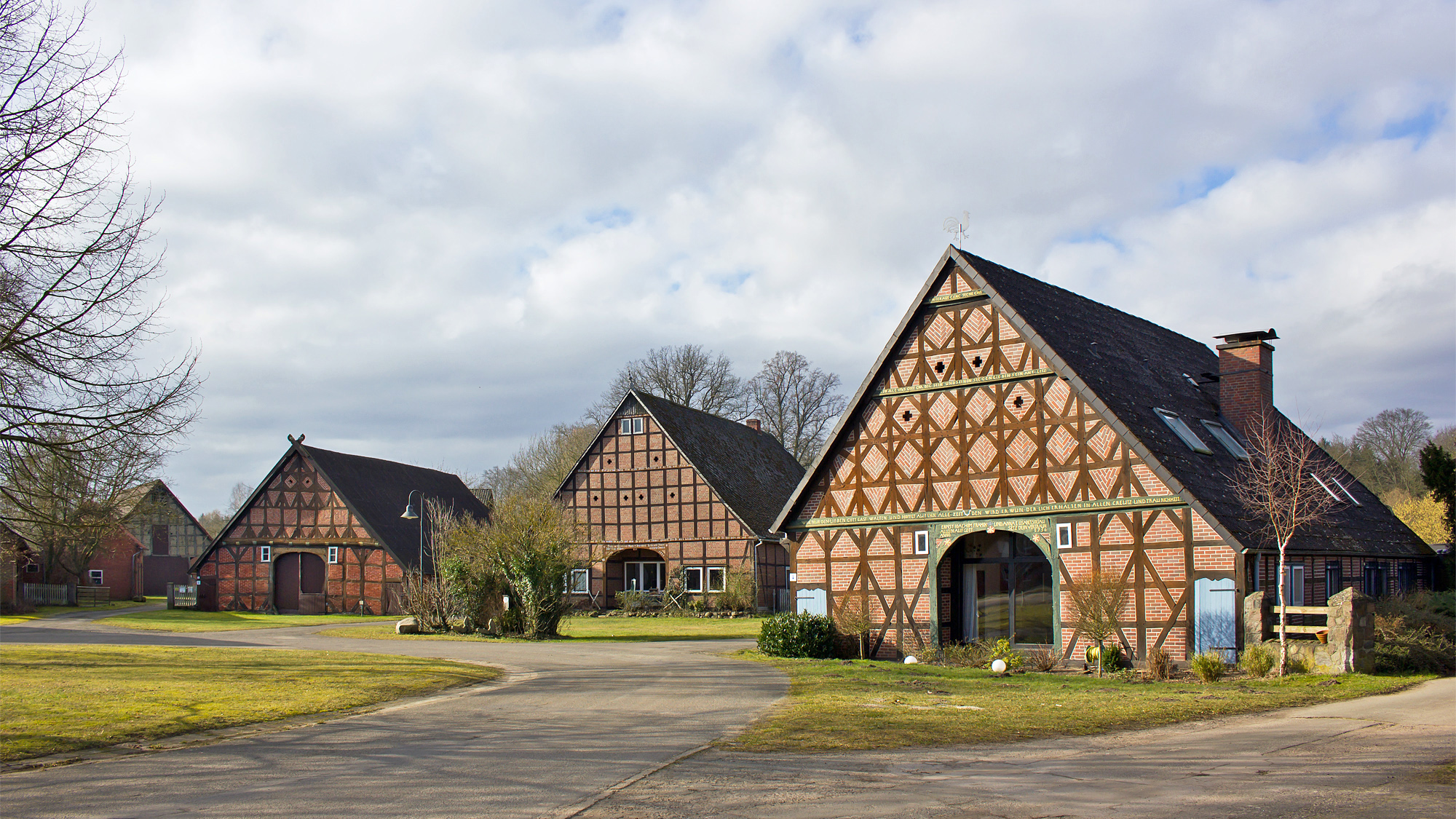
Hallenhäuser im Rundlingsteil von Breese, erbaut 1708, 1823 und 1750

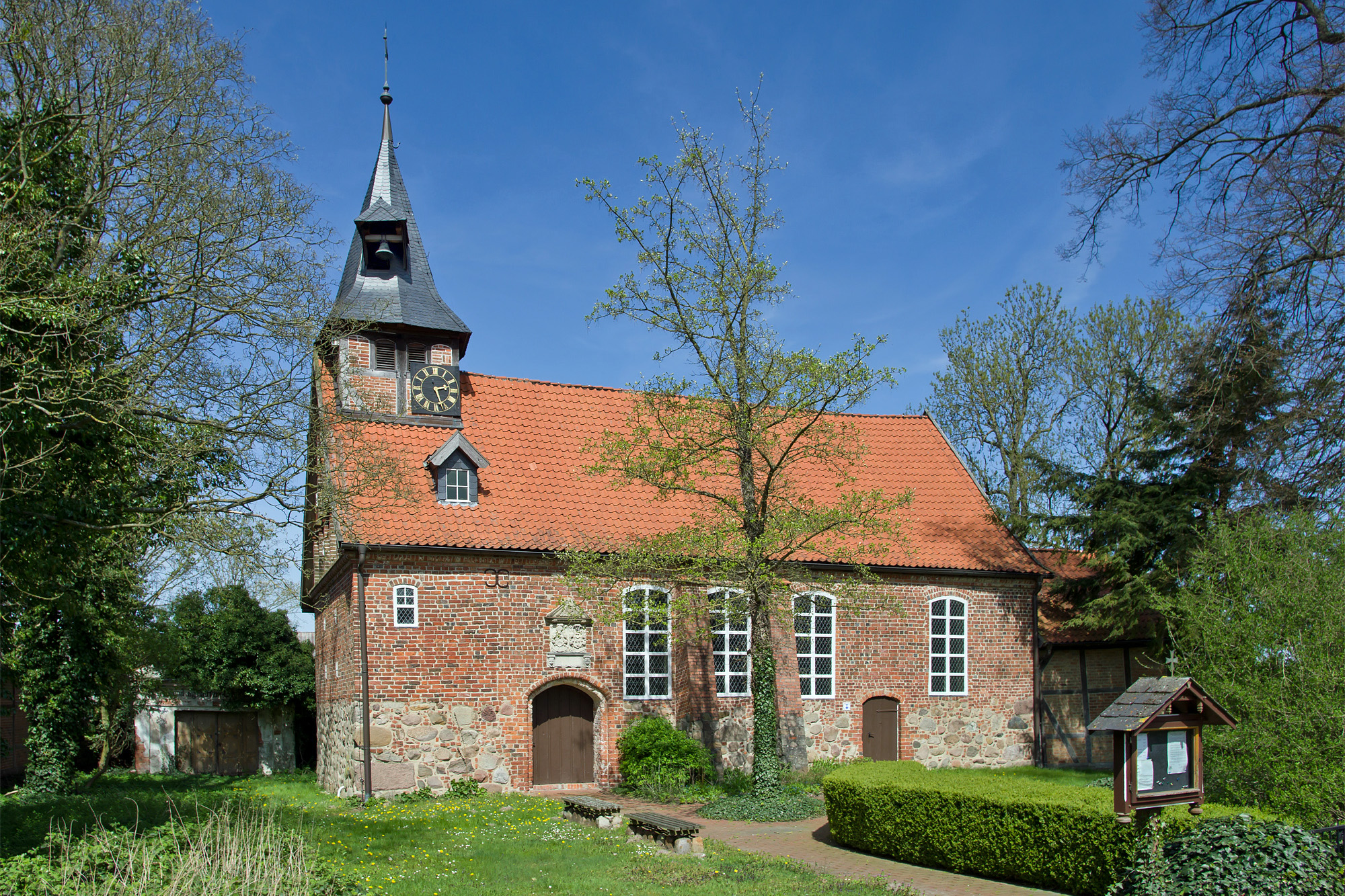
Gutskapelle, erbaut 1592

Breese im Bruche ist ein Ortsteil der Gemeinde Jameln in der Samtgemeinde Elbtalaue im niedersächsischen Landkreis Lüchow-Dannenberg. 

## Geschichte
Es ist ein im 13. Jahrhundert gegründetes und bis 1972 selbständiges Dorf im Naturpark Wendland.Elbe südlich von Dannenberg. Das Rittergut gehörte von 1517 bis in die 1950er Jahre der Familie der Grafen Grote. Es wurde von Irene von Prondzynski geb. Gräfin Grote an die Niedersächsische Landgesellschaft verkauft, aufgelöst und aufgeteilt.
Ein besonderes Kleinod ist die Gutskapelle Breese im Bruche aus dem 16. Jahrhundert, ein ländliches Abbild der Schlosskapelle in Celle mit einem reich ausgemalten Tonnengewölbe. Es besteht eine Verwandtschaft des Erbauers mit der Familie auf der Hämelschenburg (Weserrenaissance).

## Persönlichkeiten
- Otto von Grote (1620–1687), Mitglied der Fruchtbringenden Gesellschaft, einer literarischen Gruppe des Barock
- Ernst Joachim Grote (1675–1741), Adliger und Abkömmling des niedersächsischen Uradelsgeschlechtes Grote
- Rudolf Rocholl (1822–1905), war von 1861 bis 1867 Pfarrer in Breese
- August Graf von Grote (1828–1868), war der Besitzer des Gutes Breese im Bruche
- Theodor Rocholl (1854–1933), Maler, Sohn von Rudolf Rocholl, verbrachte einige Jahre seiner Kindheit in Breese